# Microcassette
El microcassette és un format de gravació de so en cinta magnètica, que funciona de la mateixa manera que un casset normal, només que és molt més petit. Va ser inventat i introduït per l'empresa Olympus el 1969 amb la idea de disminuir la mida del casset, i fer-lo més còmode per a l'usuari, ja que la mida del casset comú és molt gran i incòmode per a usar com a gravador o reproductor portàtil.

## Característiques

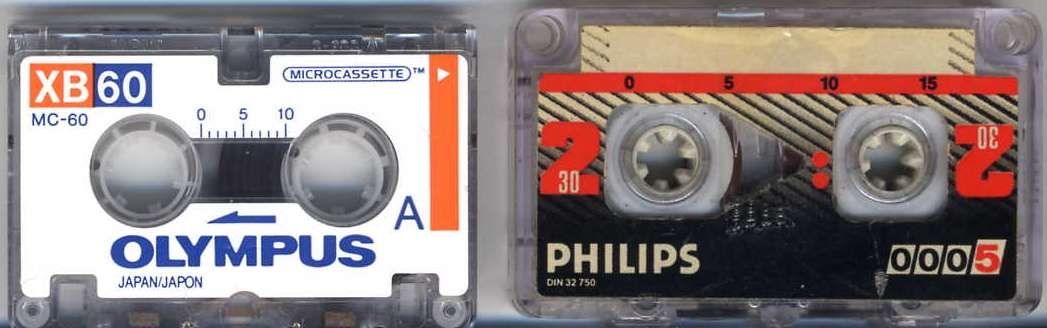
Microcassette vs. minicassette.

Les cintes de microcassette malgrat la grandària tan reduïda (1/4 en planta, d'un casset comú), poden oferir gairebé la mateixa durada que els cassets compactes. El microcassette verge o en blanc pot ser de 15, 30, 60 o 90 minuts de durada, la qual cosa s'indica en el seu estoig i caixa amb les sigles MC-15, MC-30, MC-60 i MC-90. Aquest temps de durada dependrà de la velocitat de gravació emprada, les velocitats són 2,4 o 1,2 cm / s. Encara que el funcionament sigui igual al del casset compacte, la platina del microcassette és diferent: en aquest cas el rodet de goma del capstan se situa en el centre, el capçal de lectura/escriptura està situat a un costat i el capçal d'esborrat és més petit, i entra per una obertura al costat de l'altre capçal. En canvi, el casset comú té el rodet de goma a l'esquerra, el capçal de lectura/escriptura en el centre i el capçal d'esborrat a la dreta. El casset té la pestanya contra escriptura en la part superior i el microcassette té la pestanya en una cara lateral.
El microcassette en molts casos ha suplantat al casset d'àudio de la mateixa mida en situacions en què cal menor fidelitat de veu i nivell d'àudio. Per exemple, en les gravadores per al periodisme o per al estudi i els contestadors automàtics. Fins i tot aquests, cada vegada més, munten registradors digitals de diversos tipus. Donat l'augment d'ús dels CD i arxius MP3 emmagatzemats en memòria-flash, el fenomen de gravació casolana ha canviat notablement, en obtenir-ara mateix, les dades, ja siguin d'àudio o de qualsevol altra classe, de Internet, amb unes qualitats estàndards. No obstant això, l'era digital no ha desplaçat del tot als sistemes de suports magnètics, per motius relacionats amb la seva capacitat, durada de la vida útil de la cinta, qualitat de so, etc.